# マクロファージの極性化
マクロファージの極性化または分極化（きょくせいか/ぶんきょくか、英: polarization）は、微小環境からのシグナルに応答してマクロファージが異なる機能的プログラムをとるようになる過程である。この能力は、マクロファージが生体内で有する複数の役割と関係している。マクロファージは自然免疫系の強力なエフェクターとなる細胞であるだけではなく、細胞の残骸の除去、胚発生や組織修復にも重要である。
単純な分類では、マクロファージの表現型はM1（古典的活性化マクロファージ、classically activated macrophage）とM2（オルタナティブ[代替]活性化マクロファージ、alternatively activated macrophage）という2つのグループに分けられる。こうした大まかな分類は、培養マクロファージをさまざまな物質で処理して特定の表現型状態へ切り替えるin vitroでの研究をもとに行われている。こうした化学的刺激以外にも、マクロファージが生育する基質の硬さによってもその極性化状態や機能的役割、遊走状態に影響が生じることが示されている。また、極性化を刺激するサイトカインや基質の硬さの違いがない場合でも、M1–M2間の連続的な極性化状態が生じる可能性がある。
M1マクロファージは炎症促進性のマクロファージとして記載されており、食作用や炎症性サイトカイン、抗微生物分子の分泌など、病原体に対する宿主防御機構に重要である。一方、M2マクロファージはその反対の機能を持つものとして記載されており、炎症の解消期や損傷した組織の修復を調節する。その後のより広範なin vitroやex vivoでの研究により、マクロファージの表現型はこれよりもずっと多様であり、遺伝子発現や機能の面で互いに重複するハイブリッドな状態が存在すること、そしてこうした微小環境に依存した多数のハイブリッドな状態によってさまざまな活性化状態の連続体が形成されていることが明らかにされている。さらに、in vivoでは組織マクロファージの異なる集団間では遺伝子発現プロファイルには高度な多様性がみられることも示されている。このようにマクロファージの活性化スペクトルは幅広く、環境からのさまざまなシグナルに応答する複雑な制御経路が関与していると考えられている。マクロファージの表現型の多様性は、in vivoではまだ完全な特性解析はなされていない。
マクロファージの種類の不均衡は、いくつかの免疫関連疾患と関係している。一例として、炎症性腸疾患の発症やマウスの肥満には、M1/M2比の増大との相関が示されている。一方、in vitroでの実験ではM2マクロファージが組織の線維化の主要なメディエーターであることが示唆されている。いくつかの研究では、M2マクロファージの線維化プロファイルと全身性強皮症の病因が関連付けられている。

## 種類

### M1
古典的活性化マクロファージ（M1マクロファージ）は、1960年代にGeorge Mackanessによって記載された。In vitroでのM1活性化は、細菌のリポ多糖（LPS、グラム陰性菌に代表される）、リポタイコ酸（LTA、グラム陽性菌に代表される）などのTLRリガンドによる処理、GM-CSF、またはLPSとIFN-γの組み合わせによって引き起こされる。同様にin vivoでも、M1マクロファージはTh1細胞やNK細胞によって産生されるIFN-γや、抗原提示細胞によって産生されるTNFに応答して生じる。
M1マクロファージは、インターフェロン制御因子（IRF5）、NF-κB、AP-1、STAT1などの転写因子を発現する。その結果、殺菌性が高まり、高レベルの炎症性サイトカイン（IFN-γ、IL-1、IL-6、IL-12、IL-23、TNFαなど）を分泌するようになる。さらに、病原体に対する傷害性を高めるため、活性酸素種や窒素ラジカル（iNOSのアップレギュレーションによって引き起こされる）の産生を増加する。M1マクロファージはこうした能力を有するため、感染症の急性期に存在する。細菌感染によってマクロファージのM1型への極性化が誘導され、食作用と細胞内での殺菌が引き起こされることがin vitro、in vivoでのいくつかの研究で示されている。リステリア症の原因となるグラム陽性菌であるリステリア・モノサイトゲネスListeria monocytogenesはM1極性化を誘導することが示されており、また、チフス菌Salmonella Typhi（腸チフスの原因となる）やネズミチフス菌Salmonella Typhimurium（感染性胃腸炎の原因となる）はヒトとマウスでマクロファージのM1極性化を誘導することが示されている。結核菌Mycobacterium tuberculosisの感染初期段階や、Mycobacterium ulcerans（ブルーリ潰瘍の原因となる）、Mycobacterium avium（非結核性抗酸菌症の原因となる）など他のマイコバクテリウムでもM1極性化が引き起こされることが示されている。
M1マクロファージを介した炎症応答の適切かつ適時的な制御の欠陥は、正常組織の恒常性の破綻や血管修復の妨げを引き起こす。炎症時の炎症性サイトカインの無制御な産生はサイトカインストームを引き起こし、重症敗血症の発症に寄与する。マクロファージはアポトーシスを引き起こすか、またはM2型への極性化を引き起こすことで炎症応答に対抗し、宿主を過剰な傷害から保護する。

### M2
オルタナティブ活性化マクロファージ（代替活性化マクロファージ、M2マクロファージ）は1990年代初頭に発見され、Th2細胞を介した抗炎症応答と関係している。M2マクロファージは炎症の解消、組織の治癒の補助、自己抗原や特定のネオアンチゲン（アポトーシス細胞、共生生物細胞、配偶子や子宮内の胚細胞など）に対するトレランスを媒介する。M2マクロファージは、免疫、組織の発生とターンオーバー、代謝や内分泌シグナルの接点における機能を支配している。マクロファージをIL-4とIL-13で処理することで炎症性シグナルの産生が阻害され、マンノース受容体（CD206）がアップレギュレーションされることがin vitroで示されている。その後の研究によって、M2への極性化はさまざまな活性化シグナルによって誘導されており、そしてそれぞれ異なる役割を持つM2型へと誘導されている可能性が示されている。最初に示唆されたのは、M2マクロファージが制御性マクロファージ（regulatory macrophage）とwound-healing macrophageという2つのグループへと分類されるということである。制御性マクロファージは抗炎症作用を持ち、炎症の解消期に重要であり、免疫抑制性サイトカインIL-10を産生する。制御性マクロファージへの分化は、免疫複合体、プロスタグランジン、アポトーシス細胞、IL-10によって開始されている可能性がある。一方、wound-healing macrophageはIL-4を産生し、アルギナーゼ活性がアップレギュレーションされる。アルギナーゼはポリアミンやコラーゲンの産生に関与している酵素であり、この細胞種は損傷した組織の再生に寄与する。
M2のサブタイプに関するその後の研究によって、M2a、M2b、M2cというさらに複雑な体系化が行われている。M2aマクロファージはIL-4とIL-13によって活性化され、アルギナーゼARG1、マンノース受容体MRc1（CD206）、MHC IIによる抗原提示、IL-10とTGF-βの産生をアップレギュレーションし、組織の再生をもたらすとともに炎症性分子のインターナリゼーションによって炎症応答を防ぐ。M2bマクロファージは免疫複合体やLPSに対する応答としてIL-1、IL-6、IL-10、TNF-αを産生し、Th2細胞の活性化と抗炎症活性をもたらす。M2cマクロファージはIL-10、TGF-β、グルココルチコイドによって活性化され、炎症応答の抑制をもたらす。M2dと呼ばれるサブタイプも記載されており、IL-6とアデノシンに対して応答して活性化される。このタイプのマクロファージは腫瘍関連マクロファージ（TAM）とも呼ばれる。
このようにM2活性化状態には均一ではないマクロファージ集団が関係しているが、一部のマーカーはサブタイプ間で共通しており、そのため現時点ではマクロファージを各サブタイプへ厳密に分類することは不可能である。さらに、こうしたM2サブタイプの分類をin vivoへ適用することも困難である。組織内にはさまざまな刺激が複雑な形で存在しており、その結果さまざまな活性化状態が混在したマクロファージ集団が誘導されている。

## 極性化状態の連続性
マクロファージが極性化した活性化状態と免疫応答における役割に関しては、未解明のことが多く残されている。記載されているマクロファージの各サブタイプの表現型には明確な境界はなく、また既知のマーカーは複数の活性化状態で発現しているものであるため、現時点ではマクロファージのサブタイプを適切かつ正確に分類することは不可能である。そのため、各サブタイプは明確な境界を持たない、連続的な機能的状態として捉えられている。さらに、炎症や疾患の経時的変化によって、マクロファージの状態も変化することが観察されている。こうしたマクロファージの表現型の可塑性は、in vivoでの個々のサブタイプの存在に関してさらに混乱をもたらすものとなっている。

## 腫瘍関連マクロファージ
腫瘍関連マクロファージ（TAM）は一般にがん細胞の運動性や転移、血管新生の促進といった腫瘍促進性機能を示し、その形成は成長中の腫瘍内に存在する微小環境因子に依存している。TAMはIL-10、TGF-β、PGE2といった免疫抑制性サイトカインを産生し、活性酸素種や活性窒素種の産生や、炎症性サイトカイン（IL-12、IL-1β、TNF-α、IL-6）の産生は低レベルである。TAMは腫瘍関連抗原提示機能や、T細胞、NK細胞の抗腫瘍機能を刺激する機能が低下しており、また腫瘍細胞を溶解することもできない。TAMのリクルートや分布を変化させたり、既存のTAMを除去したり、TAMのM2型の表現型をM1型へ誘導したりする薬剤の送達によるTAMの標的化は、がんに対する新たな治療戦略となる可能性がある。

## 組織常在マクロファージ
一部のマクロファージは組織内に常在し、組織微小環境の維持を補助していることが知られている。こうしたマクロファージは組織常在マクロファージ（tissue resident macrophage; TRM）と呼ばれている。膵島内のTRMは炎症性であり、M1に分類される。 